# مالك الحزين الأسود
مالك الحزين الأسود (Egretta ardesiaca)، ويعرف أيضًا البلشون الأبيض، ومالك الحزين الأفريقي، أحد أنواع الطيور الأفريقية، من جنس ابن الماء يتبع فصيلة بلشونيات، يستخدم جناحيه لتشكيل مظلة عند الصيد.

## الوصف
مالك الحزين الأسود هو طائر متوسط الحجم، ويبلغ إرتفاعه النموذجي من 42.5 إلى 66 سم.
وهي معروفة بريشها الأسود ومنقارها الأسود وأقدامها الصفراء، في ريش التكاثر تنمو أعمدة طويلة على التاج والمؤخرة. 

## الانتشار
يتواجد مالك الحزين الأسود في مناطق أفريقيا جنوب الصحراء الكبرى، من السنغال والسودان إلى جنوب أفريقيا، وبشكل رئيسي في النصف الشرقي من القارة وفي مدغشقر .

## العادات
- يستخدم مالك الحزين الأسود طريقة صيد تسمى التغذية المظلية، فهو يستخدم أجنحته كمظلة، مما يخلق ظلًا يجذب الأسماك.

- لوحظ أن البعض يتغذى بشكل منفرد، بينما يتغذى البعض الآخر في مجموعات تصل إلى 50 فردًا.

- يتغذى مالك الحزين الأسود نهارًا ولكنه يفضل بشكل خاص الوقت القريب من غروب الشمس.

- تجثم بشكل جماعي في الليل، وتجثم القطعان الساحلية عند ارتفاع المد. الغذاء الأساسي للبلشون الأسود هو الأسماك الصغيرة، ولكنه يأكل أيضًا الحشرات المائية والقشريات والبرمائيات.

- يتكون عش مالك الحزين الأسود من أغصان توضع فوق الماء في الأشجار والشجيرات وأحواض القصب.[9]